# Pierre de corvée de Sturzelbronn
La borne dite « pierre de corvée » se situe à Sturzelbronn, dans le département de la Moselle.
Il s'agit d'une des bornes qui jalonnaient au XVIIIe siècle la route de Bitche à Wissembourg pour indiquer les tronçons de route dont l'entretien revenaient aux communes censitaires de l'abbaye de Sturzelbronn.